# クワックワークス
QUACK WORKS（クワックワークス）はオリジナルカッティングシート制作のECサイトである。

## 歴史
2011年に個人事業としてQUACK WORKSを開設。開設当初は.comドメインを使用していたが、1年後に現在のquackworks.jpへ移行した。小さなマンションの一室ですべての工程を行っていたが、カッティングシート事業が軌道に乗りはじめると事務所を都心部へ移転し、よりカッティングシートが作りやすい環境へと移行していった。2016年より法人化し運営は株式会社フルットになり今に至る。

## 概要
それまでカッティングシートといえば、看板屋や内装屋が行うイメージであったが、クワックワークスは完全にウェブでの受注のみに限定しコストカットを行った。またフルオーダーメイドのデザインが1枚から発注ができる必要があった。迷うことなくスムーズな操作性を求められるため、今もなおUXは常に改善を行われている。Adobe Illustratorの完全データから、デザインデータが無いユーザーまでカバーできるオーダーフォームは初めてでも使いやすく安心して利用することができる。